# M/S Sjögull
M/S Sjögull är ett passagerarfartyg som trafikerar Stockholms norra skärgård.

## Historia
Sjögull byggdes 1982 av Marinteknik Verkstads AB i Öregrund och levererades samma år till AB Stockholms Skärgårdstrafik i Stockholm då den sattes i trafik i norra skärgården. Hon förlängdes 1983 till dagens mått från dåvarande 35,12 meter. År 1990 byttes maskineriet och fartyget fick även en ny salong på övre däck. Den 8 september 1995 gick fartyget på grund norr om Svartlöga. Skadorna från grundstötningen reparerades senare vid Kummelnäs varv i Saltsjö-Boo. År 2000 tog Blidösundsbolaget över fartyget och 2003 byggdes hon om vid Oskarshamns varv. 
2019 syntes Sjögull i K-pop-gruppen Ateez video till "Promise".